# Tân Phú, Đồng Phú
Tân Phú là thị trấn huyện lỵ của huyện Đồng Phú, tỉnh Bình Phước, Việt Nam.

## Địa lý
Thị trấn Tân Phú nằm trên tỉnh lộ ĐT741, cách Bình Dương 10 km, có vị trí địa lý:
- Phía đông giáp xã Tân Lợi.
- Phía bắc giáp thành phố Đồng Xoài.
- Phía tây giáp tỉnh Bình Dương.
- Phía nam giáp xã Tân Hòa.

Thị trấn Tân Phú có diện tích 31,02 km², dân số năm 2018 là 10.811 người, mật độ dân số đạt 349 người/km².

## Lịch sử
Ngày 5 tháng 4 năm 2002 theo Nghị định 36/2002/NĐ-CP thành lập thị trấn Tân Phú - thị trấn huyện lỵ huyện Đồng Phú trên cơ sở 3.102 ha diện tích tự nhiên và 5.631 nhân khẩu của xã Tân Lợi.

## Hành chính
Thị trấn Tân Phú được chia thành các khu phố: Thắng Lợi, Bàu ké, Tân An, Tân Liên, Dên Dên.